# Biskupice (Zlíni járás)
Biskupice település Csehországban, a Zlíni járásban. Biskupice Rudice, Uherský Brod, Dobrkovice, Ludkovice, Luhačovice és Kaňovice településekkel határos. Lakosainak száma 692 fő (2024. január 1.).

## Népesség
A település lakosságának változását az alábbi diagram mutatja:
| Lakosok száma | 316  | 348  | 386  | 541  | 635  | 728  | 711  | 708  | 676  | 692  |
|               | 1869 | 1890 | 1921 | 1950 | 1980 | 2001 | 2017 | 2019 | 2022 | 2024 |